# Husken
Husken är en udde i Valleviken i Rute socken på Gotland. Ett naturreservat ligger på västra delen av udden.
Uddens norra del domineras av en 20 meter hög kulle av revkalksten, omgiven av raukar. Åt öster breder granskog ut sig. Den södra delen domineras av strandvallar av kalkgrus, delvis övervuxna med mjölonris.